# 國學院大學幼児教育専門学校
國學院大學幼児教育専門学校（こくがくいんだいがくようじきょういくせんもんがっこう、英称:Training College of Infant Education attached Kokugakuin University）は、神奈川県横浜市青葉区にあった私立の専修学校。國學院大學たまプラーザキャンパスに併設されていた。2013年3月閉校。

## 沿革
- 1954年 國學院大學幼稚園教員養成所開校。
  - II部50名（受け入れは1989年度まで）
- 1955年1月 文部大臣指定養成機関としての認可がおり、東京学芸大学の指導を受ける。
- 1955年3月 東京都知事より学校設置の許可がおりる。
- 1958年9月 渋谷区神宮前2-2-26に移転。
- 1959年4月 I部課程設置される。定員50名
- 1967年4月 I部・II部ともに一学年定員が80名となる。
- 1977年4月 学校教育法の一部改正により、専門学校としての認可を受け、國學院大學幼児教育専門学校と改称。
- 1981年10月 キャンパスを横浜市緑区（現：青葉区）に移転。
- 1988年4月 定員変更する。
  - I部130名
  - II部30名
- 1995年卒業生より、専門士の称号が付与されるようになる。
- 2013年閉校。

## 歴代校長
- 山本順一
- 荒川御幸

## 学科
- 保育科

## 専攻科
- 1年制課程で保育科修了者が入学できる。

## 取得資格・免許状
- 幼稚園教諭二種免許状
  - 保育科
- 保育士資格
  - 専攻科

## 就職実績
- 保育科
  - 幼稚園への就職が大半である。國學院幼稚園・海老名幼稚園ほか。

## 編入・進学実績
- 保育科
  - 國學院大學
  - 國學院大學幼児教育専門学校専攻科ほか

## 所在地
- 〒225-0003 神奈川県横浜市青葉区新石川3-19-14

## アクセス
- 東急田園都市線たまプラーザ駅下車。

### 姉妹校
- 学校法人國學院大學
  - 國學院大學
  - 國學院大學北海道短期大学部
  - 國學院高等学校
  - 國學院大學久我山中学校・高等学校
  - 國學院大學附属幼稚園
  - 國學院幼稚園
- 関係法人・学校法人國學院大學栃木学園
  - 國學院大學栃木短期大学
  - 國學院大學栃木中学校・高等学校
  - 國學院大學栃木二杉幼稚園